# Aurelio Cestari
Aurelio Cestari (* 16. Juni 1934 in Saletto) ist ein ehemaliger italienischer Radrennfahrer.

## Sportliche Laufbahn
Cestari war im Straßenradsport aktiv. Als Amateur gewann Cestari 1956 die Slowakei-Rundfahrt vor seinem Landsmann Alberto Emiliozzi und das international stark besetzte Eintagesrennen Grand Premio della Liberazione. Zuvor war er im Mai am Start der Internationalen Friedensfahrt, die er als bester Italiener als Sechster beendete. Er trug das Gelbe Trikot des Spitzenreiters zwei Etappen lang. Cestari wurde vom italienischen Verband für die Olympischen Sommerspiele in Melbourne nominiert und wurde dort 34. im Straßenrennen; mit den italienischen Team wurde er Vierter in der Mannschaftswertung. Noch im selben Jahr wurde er Berufsfahrer im Team Torpado-Ursus, dem auch Nino Defilippis angehörte. Er blieb bis 1963 Profi. Sein Einstand im Profi-Metier verlief mit dem Sieg beim Giro dell’Appennino 1957 erfolgreich. Danach konnte er noch zwei Etappensiege bei der Portugal-Rundfahrt 1961 für seine Erfolgsliste verbuchen. Insgesamt erreichte er als Profi fünf Siege. 1959 (38. Platz) und 1962 (41. Platz) fuhr er die Tour de France. Beim Giro d’Italia 1959 schied er aus, 1960 wurde er als 23. klassiert.

## Grand-Tour-Platzierungen
| Grand Tour         | 1957 | 1958 | 1959 | 1960 | 1961 | 1962 |
| ------------------ | ---- | ---- | ---- | ---- | ---- | ---- |
| Giro d’ItaliaGiro  | 36   | –    | 32   | 23   | DNF  | –    |
| Tour de FranceTour | –    | –    | 38   | –    | –    | 40   |